# Duncan MacDougall

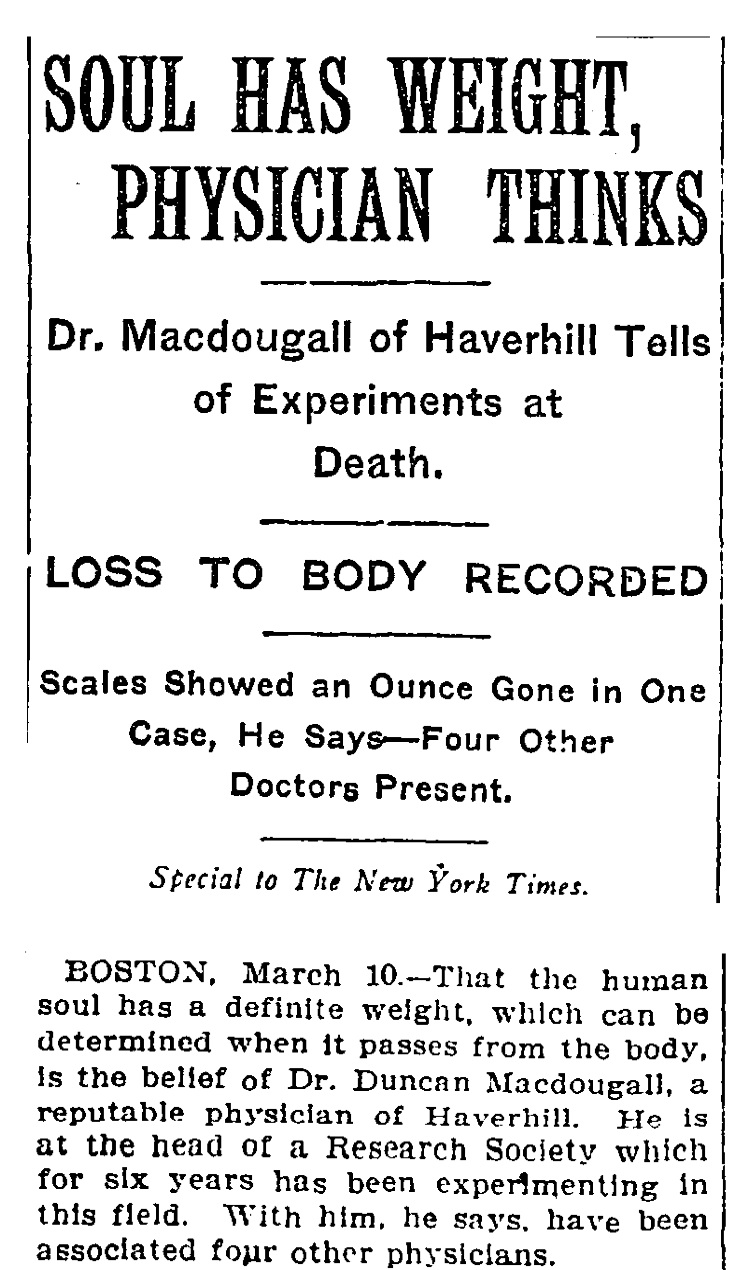
pagina del numero del New York Times dell’11 Marzo 1907 contenente un articolo sulla presunta scoperta

Duncan MacDougall (1866 – 15 ottobre 1920) è stato un medico statunitense che, agli inizi del ventesimo secolo ad Haverhill, ha cercato di misurare la massa ipoteticamente persa da un essere umano quando l'anima lascerebbe il corpo al momento della morte.

## Biografia
Nel 1907 MacDougall pesò sei persone al momento del trapasso, riportando i risultati a sostegno della sua teoria che l'anima avesse un peso. Nel marzo 1907, i risultati di MacDougall vennero pubblicati dal New York Times e dalla rivista di medicina American Medicine.
L'ipotesi di MacDougall, per cui il peso dell'anima umana sarebbe di 21 grammi, si è diffusa nella cultura popolare e nell'arte, sebbene i suoi studi siano ritenuti non scientifici. Quest'ipotesi ha ispirato il titolo del film 21 grammi, diretto dal regista messicano Alejandro González Iñárritu e scritto da Guillermo Arriaga. Anche nel mondo della musica italiana ci sono tracce ispirate dagli studi di MacDougall: 21 Grammi del duo hip-hop Duplici e un pezzo dallo stesso titolo pubblicato dal rapper Fedez. Anche il disco singolo Non si pesa in grammi l'anima di Rosanna Fratello (2019) appare ispirato al medesimo concetto.